# Le pillole di Ercole
Le pillole di Ercole è un film del 1960, diretto da Luciano Salce.

## Trama
Un gruppo di giovani medici fa trangugiare a un collega, per scherzo, una droga eccitante. Sotto l'influenza della sostanza il medico vive un'avventura con una cliente straniera. Il marito della donna, gelosissimo, chiede come riparazione di poter avvicinare la moglie del medico che è costretto dagli eventi ad accettare non prima, però, di aver ingaggiato una donna disposta a recitare il ruolo della moglie e a soddisfare lo straniero. I problemi non sono risolti, anzi aumentano: entrano in scena il padre naturale della donna e, soprattutto, la vera moglie.